# Bahía de Santiago de Cuba

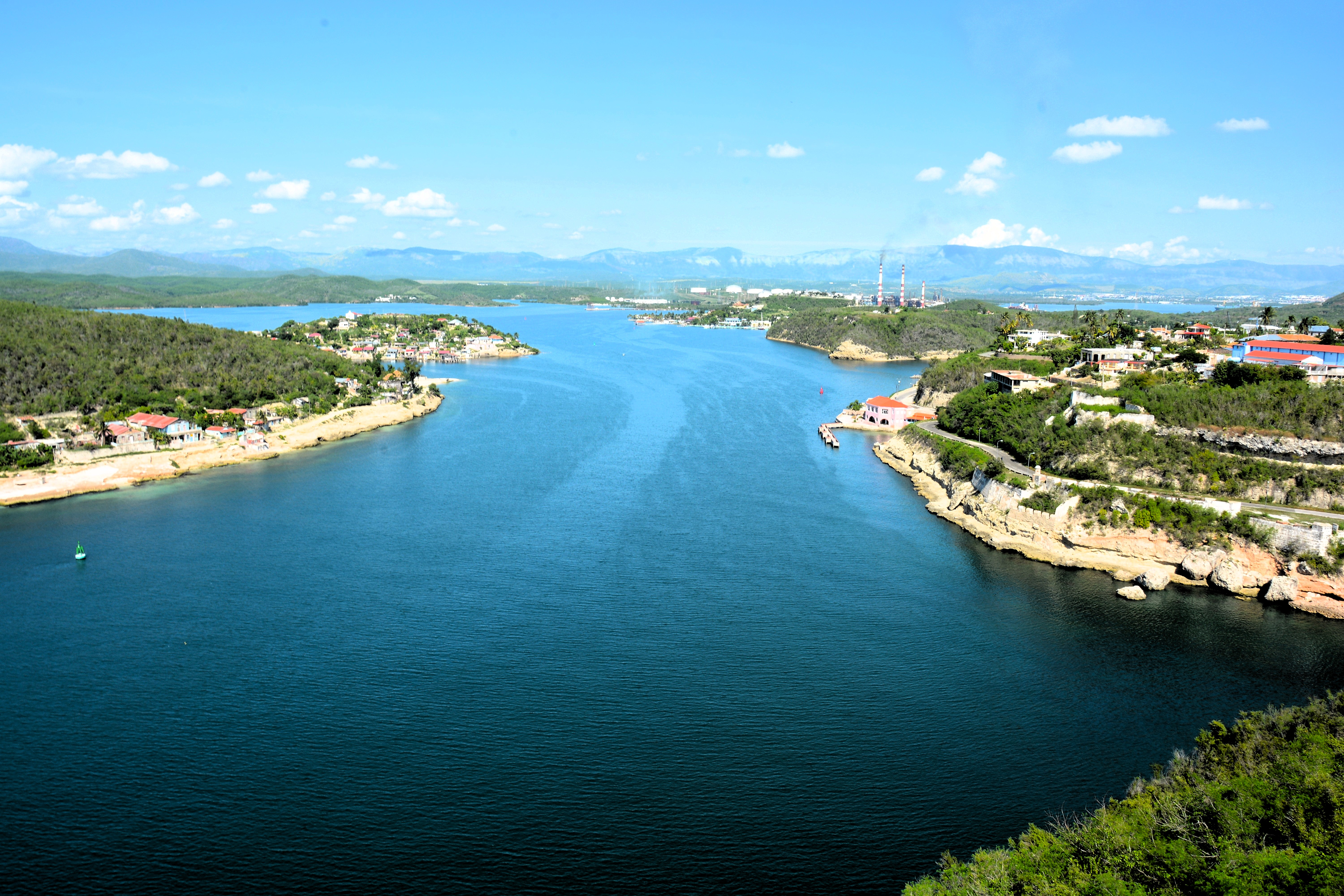
Blick auf die Bucht von Santiago de Cuba von der Festung Castillo del Morro.

Die Bahía de Santiago de Cuba, spanisch für Bucht von Santiago de Cuba ist eine Meeresbucht des Karibischen Meeres im Süden Kubas in der Provinz Santiago de Cuba. Die Stadt Santiago de Cuba liegt an deren östlichem und nördlichem Ufer. Deren Hafen befindet sich im Nordosten der Bucht. Das westliche Ufer ist zum großen Teil Industriegebiet. Hier befindet sich das Großkraftwerk Antonio Maceo sowie eine Ölraffinerie. An der Mündung zum offenen Meer befindet sich die Festung Castillo del Morro.
Die Bucht ist 8,5 km lang und maximal 2 km breit, hat eine Fläche von 11,9 km² und eine mittlere Tiefe von 9 m. Die Küstenlänge beträgt 42 km. In der Bucht befinden sich mit der Cayo Granma und der Cayo Ratón (spanisch für Mausinsel) eine größere, bewohnte, und eine sehr kleine Insel.
Entdeckt wurde die Bucht 1494 während dessen zweiter Amerika-Reise von Christoph Kolumbus. Diego Velázquez de Cuéllar gründete 1514 an den Ufern der Bucht die Stadt Santiago. 1898 fand hier die Seeschlacht vor Santiago de Cuba des Spanisch-Amerikanischen Krieges statt.